# Schronisko PTT im. Mikołaja Zyblikiewicza w Pieninach
Schronisko PTT im. Mikołaja Zyblikiewicza w Pieninach – nieistniejące schronisko turystyczne Towarzystwa Tatrzańskiego, położone w Pieninach, na prawym brzegu Dunajca, przy Drodze Pienińskiej, w pobliżu Groty Zyblikiewicza.

## Historia
Schronisko, a właściwie drewniana altana na kamiennej podmurówce, zostało wybudowane w 1901 przez Oddział Pieniński Towarzystwa Tatrzańskiego na prywatnej działce hrabiny Idy Lasockiej, gdzie zajmowało 20 m². Obiekt wybudował murarz o nazwisku Słowik i cieśla Malinowski. Koszt budowy wyniósł 1311,12 koron austro-węgierskich. W 1904 właścicielka terenu wypowiedziała dotychczasową wysokość dzierżawy, która wynosiła 20 koron rocznie i zażądała kwoty dziesięciokrotnie wyższej. Brak spełnienia żądania miał skutkować wypowiedzeniem towarzystwu dzierżawy z dniem 1 stycznia 1905 i usunięciem obiektu. Dalsze negocjacje doprowadziły do pozostawienia obiektu. Latem 1906 schronisko było niedostępne przez sześć tygodni, w związku ze zniszczeniem Drogi Pienińskiej przez wylewający Dunajec. W 1907 nadano mu imię Mikołaja Zyblikiewicza – XIX-wiecznego prezydenta Krakowa i jednego z inicjatorów budowy Drogi Pienińskiej.
Po wybudowaniu po drugiej stronie Dunajca schroniska im. Henryka Sienkiewicza, uruchomiono przewóz przez rzekę łodzią, która umocowana była na stalowej linie.
W 1914 Kazimierz Sosnowski w swoim Przewodniku po Beskidzie Zachodnim – od Krynicy po Wisłę łącznie z Pieninami i terenami narciarskimi, określił schronisko jako podupadłe. W trakcie I wojny światowej, prawdopodobnie w 1916, schronisko spłonęło. Współcześnie z Drogi Pienińskiej można zobaczyć fragmenty kamiennej podmurówki, która pozostała po obiekcie.

## Oferta
Schronisko oferowało posiłki i napoje w sezonie letnim, stanowiąc miejsce odpoczynku dla turystów. Nie prowadziło działalności noclegowej. Z jego usług korzystali w dużej mierze kuracjusze ze Szczawnicy.